# Mike Tomlin
Mike Tomlin (Newport News, Virginia, Virginia, 15 de marzo de 1972) es un entrenador en jefe de fútbol americano que actualmente trabaja con los Pittsburgh Steelers de la NFL. Es el 10.º entrenador en jefe afrodescendiente en la historia de la NFL, y el primero en la historia de los Steelers. Es el sucesor del entrenador en jefe Bill Cowher y Chuck Noll.

## Trayectoria
Tomlin nunca jugó en la NFL. Comenzó su carrera como entrenador en 1995 en la escuela Virginia Military Institute como entrenador de wide receivers. Pasó la temporada de 1996 en la Universidad de Memphis, donde trabajó con los defensive backs y los equipos especiales. Fue contratado por la Estatal de Arkansas en 1997 también como entrenador de defensive backs. Tomlin permaneció ahí por dos años, antes de ser contratado de nuevo como entrenador de defensive backs en la Universidad de Cincinnati.
Tomlin encontró empleo en 2001 con los Tampa Bay Buccaneers, cinco años más tarde fue contratado por Brad Childress como coordinador defensivo con los Minnesota Vikings en 2006.
Tomlin tuvo la oportunidad de convertirse en entrenador en jefe el 22 de enero de 2007, cuando fue contratado para reemplazar a Bill Cowher, quien renunció después de pasar 15 años en Pittsburgh. Tomlin también se había entrevistado con los Miami Dolphins para la misma posición.
Tomlin se convirtió en el entrenador en jefe más joven (36 años) en ganar un Super Bowl, cuando lo hiciera comandando a los Pittsburgh Steelers en la edición XLIII , que le ganaron a los Arizona Cardinals por 27-23.

## Palmarés
- Campeón de la AFC Norte 2007
- Campeón de la AFC Norte 2008
- Campeón de la AFC 2008
- Campeón de la NFL (Super Bowl XLIII)
- Campeón de la AFC Norte 2011
- Campeón de la AFC 2011
- Campeón de la AFC Norte 2016
- Campeón de la AFC Norte 2017
- Campeón de la AFC Norte 2020

## Información de equipos entrenados
| 2007  | Pittsburgh    | 10 | 6  | 0 | .625 | 0 | 1 | .000  | 10 | 7  | 0 | .588 |
| 2008  | Pittsburgh    | 12 | 4  | 0 | .750 | 3 | 0 | 1.000 | 15 | 4  | 0 | .789 |
| 2009  | Pittsburgh    | 9  | 7  | 0 | .563 | 0 | 0 | .000  | 9  | 7  | 0 | .563 |
| 2010  | Pittsburgh    | 12 | 4  | 0 | .750 | 2 | 1 | .666  | 14 | 5  | 0 | .737 |
| 2011  | Pittsburgh    | 12 | 4  | 0 | .750 | 0 | 1 | .000  | 12 | 5  | 0 | .500 |
| 2012  | Pittsburgh    | 8  | 8  |   | .750 | 0 | 0 | .000  | 8  | 8  | 0 | .500 |
| 2013  | Pittsburgh    |    |    |   |      |   |   |       |    |    |   |      |
| 2014  | Pittsburgh    |    |    |   |      |   |   |       |    |    |   |      |
| 2015  | Pittsburgh    |    |    |   |      |   |   |       |    |    |   |      |
| 2016  | Pittsburgh    |    |    |   |      |   |   |       |    |    |   |      |
| 2017  | Pittsburgh    |    |    |   |      |   |   |       |    |    |   |      |
| 2018  | Pittsburgh    |    |    |   |      |   |   |       |    |    |   |      |
| 2019  | Pittsburgh    |    |    |   |      |   |   |       |    |    |   |      |
| 2020  | Pittsburgh    |    |    |   |      |   |   |       |    |    |   |      |
| 2021  | Pittsburgh    |    |    |   |      |   |   |       |    |    |   |      |
| 2022  | Pittsburgh    | 9  | 8  | 0 | .529 |   |   |       |    |    |   |      |
| 2023  | Pittsburgh    | 10 | 7  | 0 | .588 |   |   |       |    |    |   |      |
| Total | 17 temporadas | 21 | 10 | 0 | .677 | 0 | 1 | .000  | 21 | 11 | 0 | .656 |

Información actualizada el 7 de enero de 2024